# Rzekotka różnobarwna
Rzekotka różnobarwna, rzekotka jadowita (Dryophytes versicolor) – gatunek płaza bezogonowego z rodziny rzekotkowatych (Hylidae).

## Taksonomia
Gatunek bardzo przypomina Dryophytes chrysoscelis, dlatego też często w piśmiennictwie traktuje się je jak synonimy. Jednakże za rozdzieleniem ich przemawia kariotyp, rozmiar erytrocytów we krwi i wydawane dźwięki.

## Występowanie
Zwierzę występuje w Kanadzie oraz w Stanach Zjednoczonych Ameryki.

## Status
Pomimo trudności w ocenie liczebności populacji dorosłych osobników uważa się gatunek za liczny, a populację za stabilną. Jednakże niektórzy badacze (Smith et al. 1999) sądzą, że wprowadzenie do środowiska bassa niebieskiego (Lepomis macrochirus) może zaowocować zmniejszeniem liczby kijanek.
Nie uznaje się niniejszego gatunku za zagrożony wyginięciem. Organizacje ekologiczne, jak IUCN, nie uważają podejmowania działań ochronnych za potrzebne.